# Deutsche Industrie- und Handelskammer in Japan
Die Deutsche Industrie- und Handelskammer in Japan (japanisch: 在日ドイツ商工会議所 Zainichi Doitsu Shōkō Kaigisho), auch Auslandshandelskammer Japan (AHK Japan), mit mehr als 460 Mitgliedern ist eine nach japanischem Recht gegründete Organisation auf der Basis freiwilliger Mitgliedschaft. Sie besteht in ihrer derzeitigen Form seit 1962 und ist neben der Deutschen Botschaft in Japan und Germany Trade and Invest (GTAI) die zentrale Säule der deutschen Außenwirtschaftsförderung im Land. Sie ist Teil eines Netzwerkes von 140 AHK-Büros in 92 Ländern weltweit. Die AHK Japan ist darüber hinaus Mitträger des European Business Council (EBC), des Lobby-Arms der europäischen Handelskammern in Japan. Derzeitiger leitender Geschäftsführer und Delegierter der Deutschen Wirtschaft in Japan ist Marcus Schürmann. Das Amt des Präsidenten hat Klaus Meder inne.

## Aufgaben
Die Aufgaben der AHK Japan teilen sich in drei Bereiche: Sie ist Dienstleister, Mitgliederorganisation und Akteur der deutschen Außenwirtschaftsförderung, der als Bindeglied zwischen der deutschen und japanischen Wirtschaft operiert.

### Außenwirtschaftsförderung
Die AHK Japan ist die zentrale Stelle der deutschen Außenwirtschaftsförderung in Japan und wird vom Bundesministerium für Wirtschaft und Energie (BMWi) anteilig gefördert. Sie unterstützt die bilateralen Wirtschaftsbeziehungen durch Informations- und Öffentlichkeitsarbeit, Aufbau und Pflege von Netzwerken sowie Betreuung und Vertretung deutscher Wirtschaftsinstitutionen in Japan. Die Unterstützung von Unternehmen steht dabei im Mittelpunkt ihrer Arbeit, aber auch Standortwerbung für Deutschland und eine Reihe anderer Aufgaben, wie die Identifizierung relevanter Entwicklungen und Zukunftsthemen gehören dazu.

### Dienstleister
Die AHK Japan ist unter der Marke DEinternational ein weltweit vernetztes Serviceunternehmen. Mit einem Team von dreisprachigen Beratern (Deutsch, Japanisch, Englisch) unterstützt sie bei Markteintritt, Delegationsreisen, Marktanalysen, Kontaktaufbau etc. und bietet zudem in die Räume der Kammer integrierte Incubation Offices an. Als Nonprofit-Organisation mit offiziellem Auftrag wird sie neutral und nicht interessensgeleitet tätig.

### Mitgliederorganisation
Die AHK Japan ist traditionell auch eine Mitgliederorganisation. Mehr als 460 Mitglieder schaffen auf der Basis einer freiwilligen Mitgliedschaft eine Vernetzung zur Förderung von Informations- und Erfahrungsaustausch sowie Partnersuche. Im engen Verbund mit anderen europäischen Kammern werden auch die Interessen der Mitgliedsunternehmen gegenüber japanischen Stellen verfolgt. Darüber hinaus bietet die AHK Japan ihren Mitgliedern ein breites Spektrum an Informationsveranstaltungen, Arbeitskreisen und Plattformen für Austausch und Networking. 

## Informationsbeschaffung und -verbreitung
Die Beschaffung und Bewertung sowie Weiterverarbeitung relevanter Informationen über den japanischen Markt und deutsche Wirtschaftsbeziehungen zu und Geschäfte in Japan ist eine zentrale Aufgabe der AHK Japan, die die drei obengenannten Aufgabenbereiche maßgeblich prägt. Hierzu dienen neben Auftragsstudien und Informationsveranstaltungen Medien, wie die News-Website www.japanmarkt.de und das im zweimonatligen Rhythmus erscheinende Wirtschaftsmagazin JAPANMARKT als einziges deutschsprachiges Wirtschaftsmagazin mit Japanfokus. 

## Finanzierung
Die AHK Japan wird durch Mitgliedsbeiträge, Entgelte für die angebotenen Dienstleistungen und einen Zuschuss des Bundesministeriums für Wirtschaft und Energie (BMWi) finanziert.